# Hermann Bitter (Politiker, 1893)

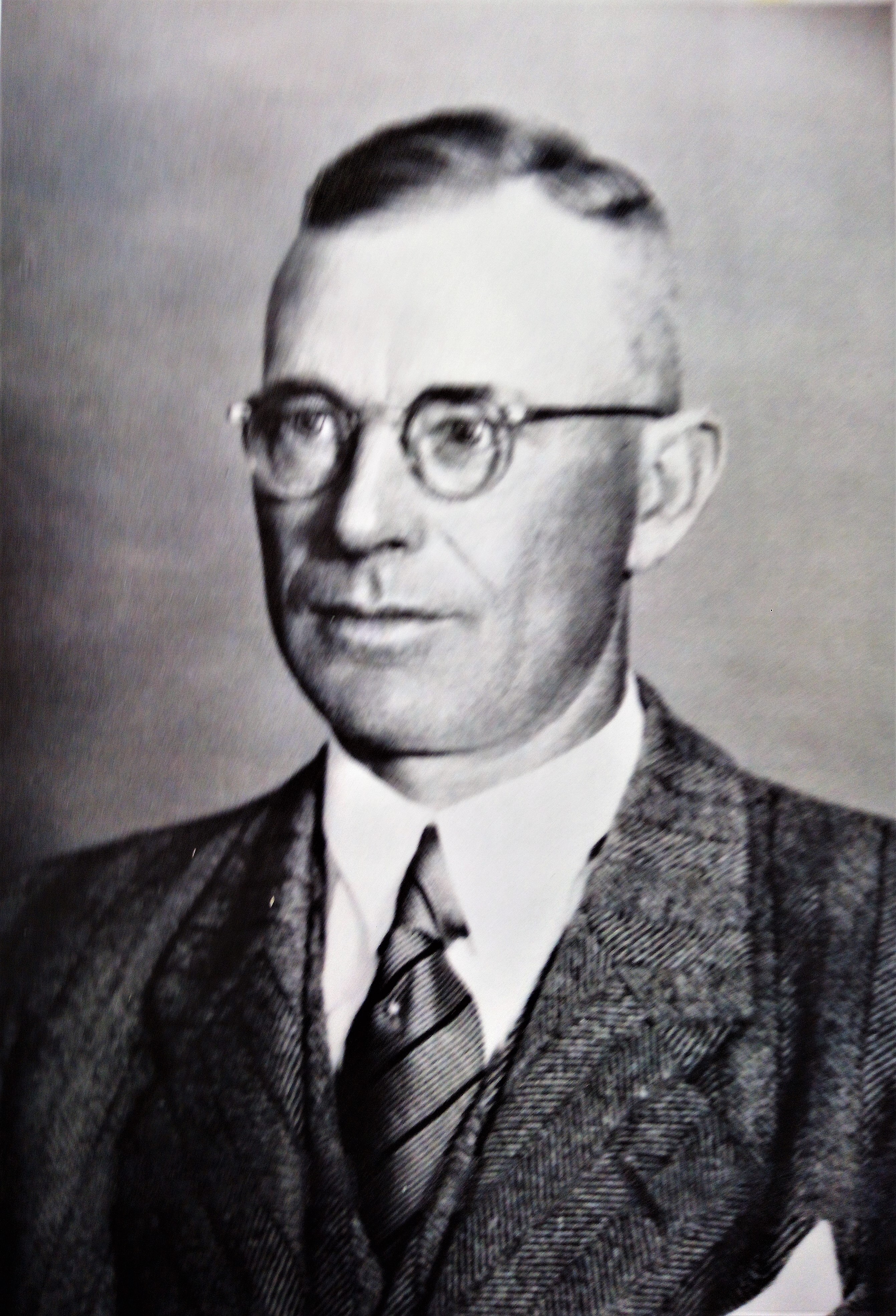
Hermann Bitter ca. 1945

Hermann Bitter (* 2. Oktober 1893 in Brackwede; † 3. April 1945 in Bielefeld) war der letzte NSDAP-Bürgermeister von Brackwede.

## Leben
Hermann Bitter wurde als Sohn des Feilenfabrikanten Wilhelm Bitter geboren. Seine Kindheit verbrachte er in Brackwede bei Bielefeld. Er besuchte die III. Bürgerschule (Lönkert-Schule) bis zum 14. Lebensjahr, anschließend folgte eine Ausbildung im elterlichen Unternehmen. Nach Erlernen von Buchführung und allgemeinen kaufmännischen Tätigkeiten folgte seine Teilnahme am Ersten Weltkrieg als Feldartillerist von Dezember 1914 bis Mitte 1918. Anschließend arbeitete er als Lagerist im Stahllager der Firma Krupp. Nach Kriegsende trat er in die väterliche Firma ein und übernahm sie nach dem Tod des Vaters im Jahr 1925 bis zur Insolvenz 1929 infolge der Weltwirtschaftskrise.
Am 19. November 1920 heiratete Hermann Bitter seine Frau Berta, geb. Bremer. Aus dieser Ehe gingen 2 Töchter hervor (Elvira, geb. 1926 und Sigrid, geb. 1931).
Er trat zum 1. September 1930 in die NSDAP ein (Mitgliedsnummer 294.175). Ab 1. Oktober 1930 übernahm Bitter die Funktion des Ortsgruppenleiters in Brackwede und wurde nach der Kommunalwahl am 7. April 1933 als Gemeindevorsteher gewählt. Am 3. Juni des gleichen Jahres wurde Bitter als kommissarischer Bürgermeister eingesetzt. Mit dem Titel „Gemeinde-Schulze“ wurde er in diesem Amt 1934 vereidigt, ab 8. Januar 1935 lautete die Amtsbezeichnung „Erster Beigeordneter“ und ab 1939 trug Bitter den Titel „Bürgermeister“.

## Schicksal
Am 2. April 1945 (Ostermontag) ging Hermann Bitter zu einer Panzersperre, die vor den anrückenden amerikanischen Truppen an der Gütersloher Straße errichtet worden war, um diese öffnen zu lassen und Brackwede kampflos zu übergeben. Daraufhin wurde er, da er keinen schriftlichen Befehl vorweisen konnte, vom Kampfkommandanten der Wehrmacht (Major Martin) verhaftet und mit seinem Stellvertreter Adolf Tjaden nach Bielefeld in den Sedanbunker an der heutigen Weißenburger Straße gebracht. Am 3. April wurde Bitter vor ein Kriegsgericht gestellt, das sich für nicht zuständig erklärte, da Hermann Bitter Zivilist sei. Er wurde am gleichen Tag ohne standrechtliches Urteil um 10 Uhr durch einen SA-Obersturmführer und drei Volkssturm-Männer auf Befehl des NSDAP-Kreisleiters Gustav Reineking in einer Waldschonung in Sieker erschossen und dort verscharrt.
Am 4. April 1945 eroberten amerikanische Truppen nach kurzen Gefechten Brackwede.